# مورنینگ (مجله)
مورنینگ (ژاپنی: モーニング هپبورن: Mōningu) عنوان یک مجله هفتگی سینن مانگای ژاپنی است که توسط انتشارات کودانشا به چاپ می‌رسد. این مجله برای نخستین بار در سال ۱۹۸۲ تحت عنوان کامیک مورنینگ (コミックモーニング Komikku Mōningu) آغاز به‌کار کرد. نسخهٔ دیجیتالی این مجله با نام هفته‌نامه دی مورنینگ (週刊Dモーニング Shūkan D Mōningu) می‌باشد. این مجله به عنوان خواهر مجلات ایونینگ و افترنون به‌شمار می‌رود.
در سال ۲۰۰۶ یک مجلهٔ مشتق تحت عنوان ماهنامه مورنینگ تو (月刊モーニングtwo Gekkan Mōningu Two) (سابقاً هر دو ماه یکبار) شامل مجموعه‌هایی نظیر «سینت یانگ من» تحت نظارت سردبیر ائیجیرو شیمادا راه‌اندازی شد، که همزمان سردبیر هفته‌نامه مورنینگ نیز بود.

## برخی از مجموعه‌های مانگا در مورنینگ
- گون
- سوتن کورو
- دویل لیدی
- واگاباند
- خانه خوش چی
- هیوگه مونو